# Euprymna scolopes

Euprymna scolopes

Euprymna scolopes (englisch Hawaiian bobtail squid) ist ein kleiner Zwergtintenfisch (33 bis 35 mm Mantellänge) der endemisch an der Küste Hawaiis vorkommt. Er besitzt keine interne Schale und hat zwei runde Flossen, deren Basis schmaler ist als die Länge der Flosse, was ihr ein ohrenähnliches Aussehen verleiht.

## Lebensweise
Junge und ausgewachsene Tiere leben vor allem in sehr flachen Küstengewässern, auch dort, wo das Wasser nur 2 bis 4 cm tief ist. Adulttiere wurden aber auch schon mit Schleppnetzen küstenfern in Tiefen von bis zu 250 Metern gefangen. Euprymna scolopes ist nachtaktiv und verbringt den Tag eingegraben im Sand, wobei nur die Augen sichtbar sind. Die Tiere sondern ein klebriges Sekret ab, welcher dazu dient, Sedimentpartikel auf den dorsalen Teil des Körpers, den „Rücken“, zu binden und damit eine perfekte Tarnung zu gewährleisten. Seine Lebensdauer ist sehr kurz. Die Tiere erreichen die Geschlechtsreife im Alter von zwei Monaten und werden etwa ein Jahr alt – eine genaue Lebensdauer wurde bisher nicht ermittelt. Wie andere Kopffüßer vermehren sie sich nur einmal in ihrer Lebensspanne. Die Eier haben einen Durchmesser von 2 mm und werden an der Unterseite von Korallen abgelegt. Es gibt kein Larvenstadium, die Schlüpflinge sehen aus wie die Erwachsenen Tiere, nur sehr viel kleiner. Sie wachsen sehr schnell und ernähren sich in den ersten Tagen vom aufgenommenen Dotter.
In seinem natürlichen Lebensraum ernährt sich Euprymna scolopes vor allem von Garnelen, in Laboratorien gehaltene Tiere erbeuteten unter anderem auch Artemia, Schwebegarnelen und Gambusen. Euprymna scolopes selber wird von der Hawaii-Mönchsrobbe (Monachus schauinslandi) gefressen.

## Biolumineszenz
Euprymna scolopes lebt mit der biolumineszenten Bakterienart Aliivibrio fischeri in Symbiose. Jungtiere sind noch ohne Symbiosebakterien. Sie werden dem umgebenden Meereswasser entnommen und durch ein Flimmerepithel in ein zweilappiges Leuchtorgan verbracht. Von diesem Leuchtorgan aus wird die gesamte Hautoberfläche des Zwergtintenfischs kolonisiert. Auf diese Weise emittiert Euprymna scolopes nachts Licht und wird im Mondlicht durch Produktion eines Gegenschattens nicht als Beute erkannt.